# Janiki Wielkie
Janiki Wielkie (niem. Gr. Hanswalde, po wojnie przejściowo Hanuszewo) – wieś w Polsce położona w województwie warmińsko-mazurskim, w powiecie iławskim, w gminie Zalewo.
W latach 1946–47 istniała gmina Janiki Wielkie. W latach 1954–1959 wieś należała i była siedzibą władz gromady Janiki Wielkie, po jej zniesieniu w gromadzie Boreczno. W latach 1975–1998 miejscowość administracyjnie należała do województwa olsztyńskiego.
Wieś wzmiankowana w dokumentach z roku 1308, jako wieś szlachecka na 70 włókach (włoki liczone łącznie z miejscowością Janiki Małe). Pierwotna nazwa wsi to Hannuswalt. W roku 1782 we wsi odnotowano 24 domy (dymy), natomiast w 1858 w 27 gospodarstwach domowych było 234 mieszkańców. W latach 1937–39 było 340 mieszkańców. W roku 1973 wieś należała do powiatu morąskiego, gmina Zalewo, poczta Janiki Wielkie.
W XVIII i XIX wieku we wsi funkcjonował kościół ewangelicki, który był kościołem filialnym parafii Jaśkowo. Kościelne księgi rachunkowe z lat 1758-1851 są przechowywane w Archiwum Państwowym w Olsztynie.
Zamczysko (niem. Schloss Berg) - góra o wysokości 129 m, znajdująca się nad Jeziorem Młynek, około jednego kilometra na wschód od wsi. Na wzgórzu znajdują się pozostałości grodziska z wczesnej epoki żelaza.
W miejscowości był przystanek kolejowy Janiki Wielkie.